# Comox (circonscription britanno-colombienne)
Pour les articles homonymes, voir Comox.
Circonscription électorale provinciale du Canada
Comox est une ancienne circonscription provinciale de la Colombie-Britannique représentée à l'Assemblée législative de la Colombie-Britannique de 1871 à 1991.
La circonscription est l'une des douze première circonscriptions de la Colombie-Britannique.

## Géographie
La circonscription comprenait la partie centrale et nord de l'île de Vancouver. Plusieurs communautés autochtones étaient situées dans cette circonscription. 

## Liste des députés
| Législature                     | Années    | Député         | Député                      | Parti               |
| Comox                           | Comox     | Comox          | Comox                       | Comox               |
| ------------------------------- | --------- | -------------- | --------------------------- | ------------------- |
| 1re                             | 1871–1875 |                | John Ash                    | Indépendant         |
| 2e                              | 1875–1878 |                | John Ash                    | Gouvernement        |
| 3e                              | 1878–1882 |                | John Ash                    | Opposition          |
| 4e                              | 1882–1886 |                | William Munro Dingwall      | Gouvernement        |
| 5e                              | 1886–1887 |                | Anthony Maitland Stenhouse  | Opposition          |
| 5e                              | 1887-1890 |                | Thomas Basil Humphreys      | Opposition          |
| 6e                              | 1890–1894 |                | Joseph Hunter               | Gouvernement        |
| 7e                              | 1894–1898 |                | Joseph Hunter               | Gouvernement        |
| 8e                              | 1898–1900 |                | James Dunsmuir              | Gouvernement        |
| 9e                              | 1900–1903 |                | Lewis Alfred Mounce         | Opposition          |
| 10e                             | 1903–1907 |                | Robert Grant                | Conservateur        |
| 11e                             | 1907–1909 |                | Robert Grant                | Conservateur        |
| 12e                             | 1909–1912 | Michael Manson |                             | Conservateur        |
| 13e                             | 1912–1916 | Michael Manson |                             | Conservateur        |
| 14e                             | 1916–1920 |                | Hugh Stewart                | Libéral             |
| 15e                             | 1920–1924 |                | Thomas Menzies              | Peoples Party       |
| 16e                             | 1924–1928 |                | Paul Phillips Harrison      | Indépendant-libéral |
| 17e                             | 1928–1933 |                | George Kerr McNaughton      | Conservateur        |
| 18e                             | 1933–1937 |                | Laurence Arnold Hanna       | Libéral             |
| 19e                             | 1937–1941 |                | Colin Cameron               | CCF                 |
| 20e                             | 1941–1945 |                | Colin Cameron               | CCF                 |
| 21e                             | 1945–1949 |                | Herbert John Welch          | Coalition           |
| 22e                             | 1949–1952 |                | Herbert John Welch          | Coalition           |
| 23e                             | 1952–1953 |                | William Campbell Moore      | CCF                 |
| 24e                             | 1953–1956 |                | William Campbell Moore      | CCF                 |
| 25e                             | 1956–1960 |                | Daniel Robert John Campbell | Créditiste          |
| 26e                             | 1960–1963 |                | Daniel Robert John Campbell | Créditiste          |
| 27e                             | 1963–1966 |                | Daniel Robert John Campbell | Créditiste          |
| 28e                             | 1966–1969 |                | Daniel Robert John Campbell | Créditiste          |
| 29e                             | 1969–1972 |                | Daniel Robert John Campbell | Créditiste          |
| 30e                             | 1972–1975 |                | Karen Sanford               | Néo-démocrate       |
| 31e                             | 1975–1979 |                | Karen Sanford               | Néo-démocrate       |
| 32e                             | 1979–1983 |                | Karen Sanford               | Néo-démocrate       |
| 33e                             | 1983–1986 |                | Karen Sanford               | Néo-démocrate       |
| 34e                             | 1986–1991 |                | Stan Hagen                  | Créditiste          |
| Circonscription de Comox Valley |           |                |                             |                     |